# Otten (Berg)
Der Otten oder Ottenberg ist ein 1041 m ü. NHN hoher Berg im Südschwarzwald. Er liegt im nordöstlichen Einzugsgebiet der Dreisam östlich von Freiburg im Breisgau zwischen Kirchzarten und Breitnau auf der Gemarkung von Buchenbach. Im Norden begrenzt ihn der Griesdobel, im Süden der Diezendobel. Nahegelegene Ortschaften sind Breitnau, Buchenbach und Kirchzarten.
Das Bergmassiv des Ottenbergs besteht aus Gneisen.
Die charakteristische Kontur des Otten macht ihn weithin und aus verschiedensten Perspektiven erkennbar. Der Otten war einst einer der bekannten Aussichtsberge in der Umgebung Freiburgs. Heute ist er fast vollständig bewaldet und man hat nur wenige Ausblicke. Es gibt einige ausgewiesene Wanderwege des Schwarzwaldvereins auf den Otten.